# Пијаца Зелени венац
Пијаца Зелени венац, или колоквијално Зелењак, је посебна урбанистичка целина на територији општине Савски венац у централној зони града Београда.

## Назив и статус
Име је добила по, по зеленом металном венцу на фасади кафане, која се налазила на месту данашњег ресторана Мекдоналдс. Наиме према писању др Душана Поповића, пијаца је настала на месту где је некада било гробље и двокатна кућа, а у њој мања гостионица, на којој се налазио од лима израђен венац, офарбан зеленом бојом, па је по овој фирми прозван и овај крај — Зелени венац. Народ је због њеног лепог изгледа прозвао „краљицом пијаца”.
Пијаца Зелени венац је као једна од најстаријих пијаца у Београду, са јединственим архитектонским решењем читавог пијачног комплекса проглашен је спомеником културе од посебног значаја.

## Положај
Налази се у централном делу Беогарда у Југ Богдановој бб, у градској општини Савски венац, уз аутобуску станицу (окретницу) јавног градског превоза.
У непосредној близини пијаце налази се Теразијски тунел, Теразијска тераса, Бранков мост, неколико хотела, ресторана, хостела, банака, две јавне гараже (једна у саставу пијаце и једна у Улици Краљице Наталије), булевар Теразије, и још много значајних објеката.
Ова урбана целина правоугаоног облика граничи се са:
- северозапада Улицом Југ Богдановом,
- североистока Улицом Краљице Наталије,
- југозапада Улицом Зелени венац,
- југоистика Улицом Каменичка.

Са осталим деловима Београда пијаца је добро повезана, следећим аутобуским линијама: 15, 16, 27Е, 35, 43, 52, 53, 56, 56Л, 65, 67, 68, 71, 72, 75, 77, 84, 95, 704, 706, 707

## Историја
Српски део вароши у Београду, након Другог српског устанка простирао се око старе цркве на савској страни београдског гребена, која је постојала на простору данашње Саборне цркве, око које је постојало гробље почетком 19. века у складу са турским гробљима око свих џамија. Овај простор се крајем двадесетих година 19. века све више развијао у неколико нивоа: политичком, културолошком, убраном, комуналном и привредном, што је наметало и потребу за трансформацију простора око гробља на Зеленом венцу. Изградњом и урбанизовањем овог дела вароши, постепено су се умножавали његови садржаји и функције, мада је до стицања независности Кнежевине Србије а и надаље остао мање атрактиван простор од суседног Врачара. Одлуком кнеза Милоша гробље на Зеленом венцу је 1835. године пресељено на Ташмајдан, где је исте године настала гробљарска или прва, мала црква Светог Марка.
Како са на Таразијском платоу, испод хотела Москва, некада налазио велики извор, и турски водовод, по коме су Теразије добиле име, изведено из речи за „вагу” (од турске речи terazi  — справа за мерење тежине са тасовима и теговима), у овом случају „вододелницу”, вишак воде се сливао дуж стрме падине ка Зеленом венцу, Призренском улицом, на простору данашње пијаце стварала се „повећа бара” тако да се за прелаз преко ње употребљавао чамац.
С краја 19. и с почетка 20. века, Зелени венац је све више постајало саобраћајно чвориште Београда, кроз које су обавезно пролазили сви они који су у Београд долазили и из њега излазили. Тада се јавила потреба да се на овом месту оснује пијаца, због великог промета и чињенице да овај простор није био погодан за стамбену изградњу, што је установљено 1853. године, након неуспеле градње првог београдског позоришта, по Касановом плану.. јер је терен је био врло подводан...па је донета одлука да се темељи поставе на шиповима, али и после забадања 2.000 храстових шипова појављивала се вода. Тако су 1853. године радови обустављени, јер више није било новчаних средстава, а и цео посао се испоставио као опасан, јер су се на озиданим деловима показале пукотине.''
Након више од седам деценија од покушаја изгрдање урбаних садржаја на простору данашње пијаце, на Првој скупштина пиљара Србије одржаној на Зеленом венцу 1918. године, донета је одлука о изградњи пијаце, која је реализована 1920. године када је за ондашње време изграђена изузетно модерна пијаца.
На ову пијацу роба је најчешће довожена запрежним колима, док су имућнији продавци млечне производе, свеже воће и поврће, довозили камионима. Тезге су биле дрвене, а израђивали су их продавци. Близина луке на Сави железничке и аутобуске станице, градске и међуградске, утицала је на то да су на пијацу Зелени венац долазили продавци и купци из свих крајева земље. На њој су робу нудили произвођачи из околине Вишњице, Сланаца, Великог Села, Овче, Борче и Обреновца.
Почетком 2007. године пијаца Зелени венац је потпуно реконструисана. Изграђена је млечна хала, локали и јавна гаража, док је априла 2013. године простор за продају воћа и поврћа климатизован, а на иницијативу закупаца пијачних капацитета, који су се жалили на боравак птица, уграђен је систем заштите од птица. Тако је пијаца Зелени венац постала једна од најмодернијих зелених пијаца не само у Београду већ и у Србији.